# La Wally
La Wally è un'opera lirica in quattro atti di Alfredo Catalani, musicata su libretto di Luigi Illica.

## Storia

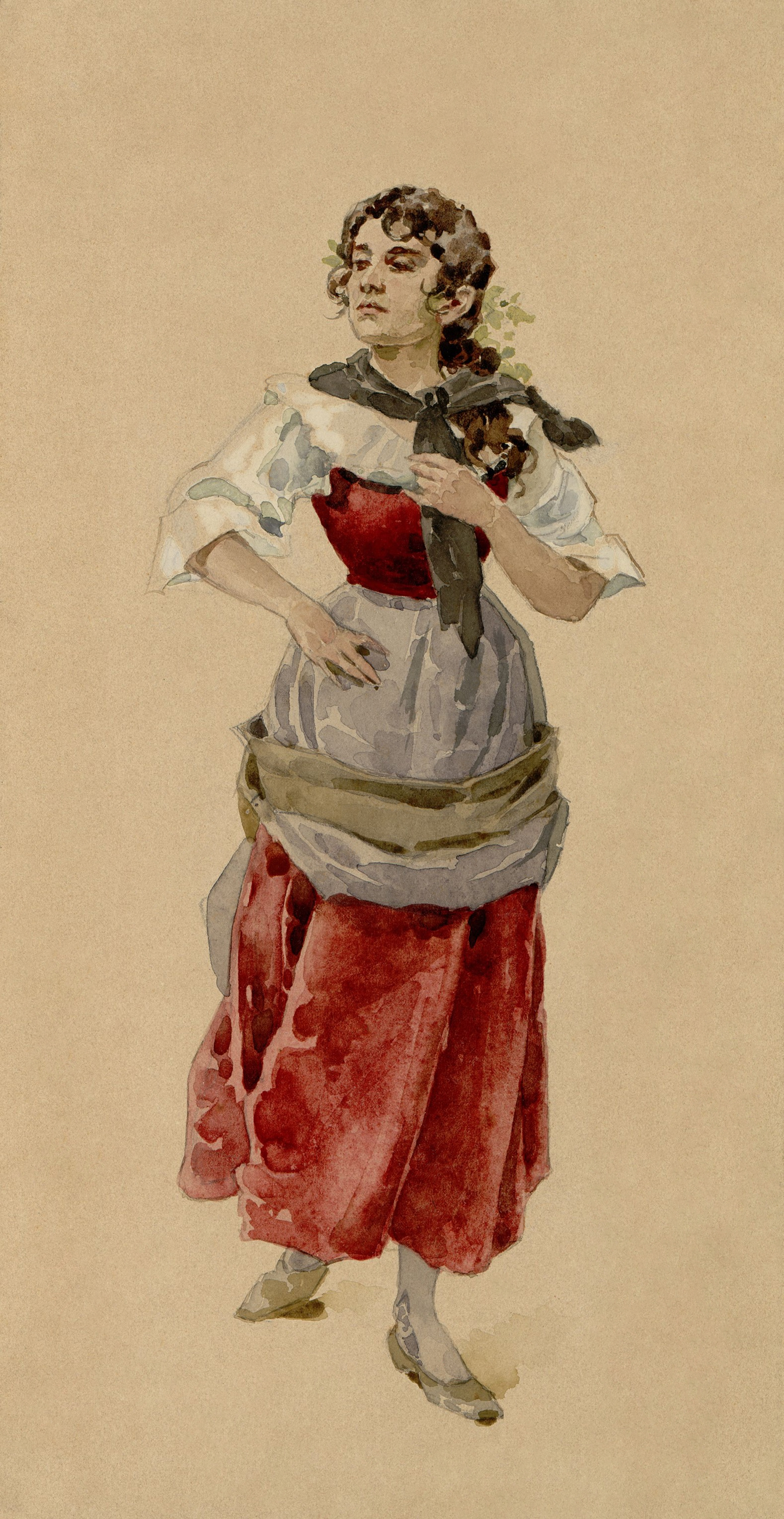
Wally (soprano), figurino di Adolf Hohenstein per La Wally (1892). Archivio Storico Ricordi.

Nel 1889, Catalani iniziò la stesura della sua ultima opera (tratta da un racconto di Wilhelmine von Hillern), terminandola nel marzo del 1891. Successivamente, nell'estate del medesimo anno, si recò in Tirolo assieme al celebre scenografo Adolf Hohenstein per osservare gli usi e i costumi locali.
Il 20 gennaio 1892, La Wally andò in scena al Teatro alla Scala di Milano, con la direzione di Edoardo Mascheroni e un esito molto buono (ebbe tredici repliche).
L'opera arrivò anche ad Amburgo, dove venne diretta da Gustav Mahler, che la giudicò la migliore opera italiana che aveva diretto. Vennero pianificate delle rappresentazioni anche per il Regio di Torino (1894), da intendersi come una nuova prima (avendo Catalani modificato il finale dell'opera), ma il compositore non poté mai assistervi poiché morì nell'agosto del 1893.

## Critica
La Wally  è stata sempre considerata come la migliore di tutte le opere catalaniane, sia per la bellezza della musica sia per la coerente tenuta drammaturgica, che vieppiù si rafforza col nuovo finale. Infatti, a dispetto delle forti riserve della critica, l'opera ebbe in passato una buona diffusione, arrivando anche in America, soprattutto per merito di Arturo Toscanini, sincero ammiratore di Catalani, che la dirigerà più volte (a una delle proprie figlie darà addirittura il nome di Wally e al proprio figlio quello di Walter).
Soprattutto in Italia, la fama dell'opera si è nel tempo un po' ridimensionata, al punto che di essa si conosce solo la splendida romanza "Ebben? Ne andrò lontana". Tuttavia, tramite un ascolto approfondito, si possono cogliere altri momenti di grande ispirazione (ad esempio i preludî orchestrali al III e IV atto).
Dopo la rappresentazione dell'opera al festival di Bregenz nel 1991, La Wally ha ripreso piede in alcuni teatri dell'Europa centrale e successivamente le rappresentazioni si sono allargate alla Scandinavia e all'Europa orientale.
Nel febbraio del 2017, grazie ad una coproduzione dei teatri di Piacenza, Modena, Reggio nell'Emilia e Lucca, La Wally è tornata sulle scene italiane dopo quasi trent'anni di assenza. Tra febbraio e marzo, i teatri promotori della produzione hanno allestito una prima e una replica. L'8 aprile dello stesso anno su Radio 3 è stata trasmessa una registrazione della rappresentazione di Lucca.

## Interpreti della prima rappresentazione
| Ruolo              | Vocalità            | Interprete 20 gennaio 1892, Milano (direttore Edoardo Mascheroni) |
| ------------------ | ------------------- | ----------------------------------------------------------------- |
| Wally              | soprano             | Hariclea Darclée                                                  |
| Stromminger        | basso               | Ettore Brancaleoni                                                |
| Afra               | mezzosoprano        | Virginia Guerrini                                                 |
| Walter             | soprano en travesti | Adelina Stehle                                                    |
| Giuseppe Hagenbach | tenore              | Emanuele Suagnez                                                  |
| Vincenzo Gellner   | baritono            | Arturo Pessina                                                    |
| Il Pedone          | basso               | Pietro Cesari                                                     |

## Trama

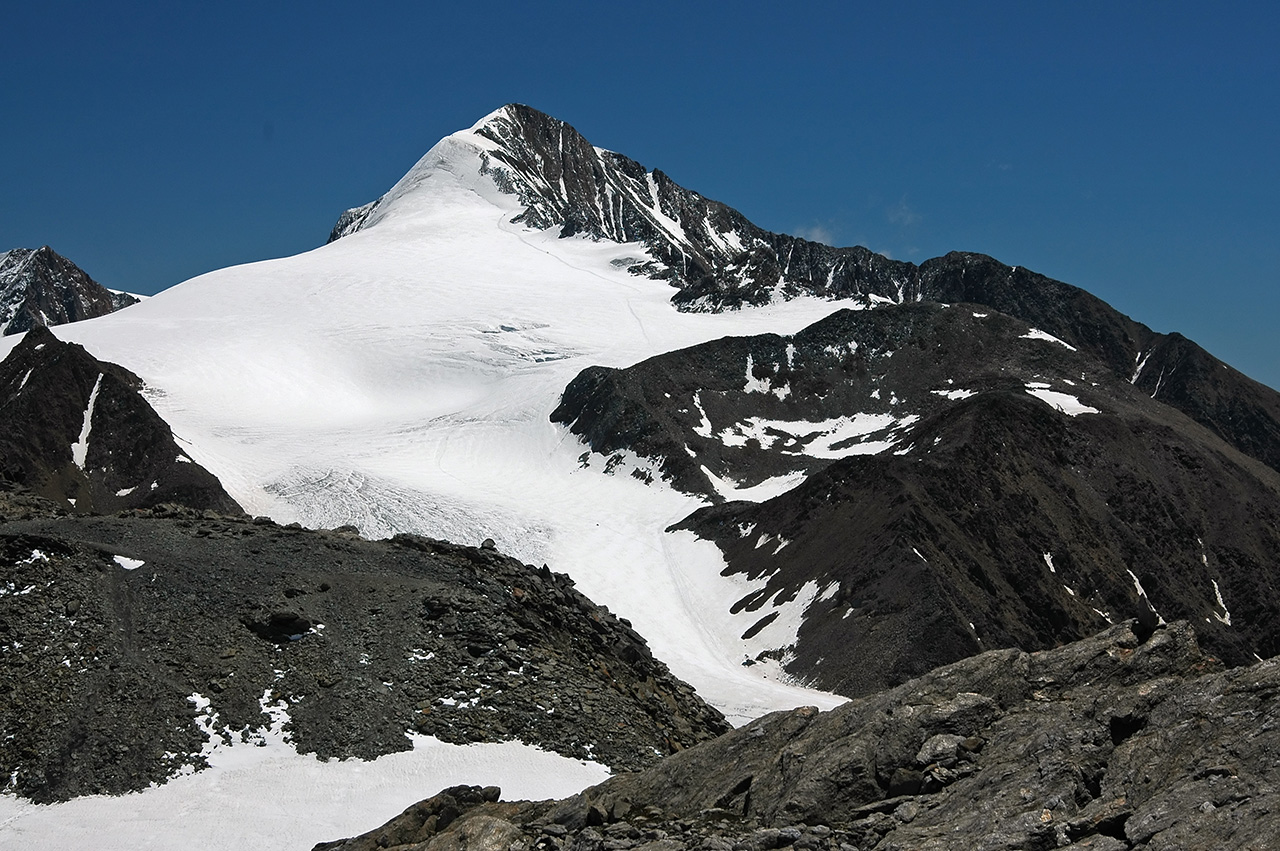
Il Similaun

L'opera si svolge in quattro atti a Hochstoff e a Sölden, nell'alto Tirolo, verso il 1800, dove la disinvolta ma vulnerabile Wally è innamorata del bel cacciatore Giuseppe Hagenbach, figlio del nemico implacabile di suo padre. Questo porta all'inevitabile conclusione disastrosa.

### Atto I
Il paesaggio: L'Hochstoff.
Per festeggiare il settantesimo compleanno del padre di Wally, Stromminger, si è svolta una gara di tiro al bersaglio. Arriva il giovane cantore Walter che intona la canzone dell'edelweiss, stupendo tutti quando poi rivela che la canzone è opera di Wally. Un gruppo di cacciatori di Sölden, con l'ambita preda di un grande orso, condotti da Hagenbach, giunge dalla montagna. Presto emergono vecchie inimicizie e nasce un litigio tra Stromminger e Hagenbach, che sfocia in baruffa con insulti e minacce finché irrompe Wally che separa i due. Hagenbach è condotto via dai suoi compagni.
Vincenzo Gellner, innamorato di Wally, nota che durante il litigio Wally si è comportata con Hagenbach come se ne fosse infatuata. Quando resta solo con Stromminger, lo mette a parte di questo sospetto. Stromminger, resosi conto dei sentimenti di Gellner verso la figlia, cerca di convincerla a sposarlo, in caso contrario ella dovrà lasciare per sempre la casa paterna. Wally replica che preferirebbe andarsene tra le nevi alpine piuttosto che sposare Gellner. Salutata dai paesani mentre cala la sera e suona l'avemaria, si allontana accompagnata da Walter.

### Atto II
Il paesaggio: la piazza di Sölden, nella festività del Corpus Domini.
È trascorso un anno, Stromminger è morto e Wally ne ha ereditato la fortuna. Hagenbach, però, è fidanzato con Afra, la padrona dell'Osteria dell'Aquila, e non sembra interessato a Wally.
A Sölden si svolge la festa, che culminerà nel Laender del bacio, danza che ogni coppia cessa baciandosi. Giunge anche Wally, attratta dalla possibilità di incontrare Hagenbach. Essa risponde alle provocazioni del Pedone di Schnals replicando che chi la bacerà sarà il suo sposo. Mentre i paesani vanno alla Messa, sopraggiunge Gellner, che rivela a Wally di amarla sempre, nonostante ella lo abbia scacciato da Hochstoff, e di come Hagenbach sia fidanzato con Afra. Wally si infuria ed insulta pesantemente Afra, Hagenbach accorre in sua difesa. Su proposta del Pedone, Hagenbach accetta per sfida di tentare di strappare un bacio a Wally. Danzando, vi riesce dopo che Wally gli ha confessato il proprio amore. Ma affascinato da lei se ne innamora e la bacia sul serio. Non riesce però a spiegarsi con i villici, che assieme al pedone lo esaltano come vendicatore di Afra, mentre le donne scherniscono Wally. Quando Wally si rende conto di essere stata vittima di una cinica scommessa, la gelosia e la rabbia esplodono, ritorna da Gellner e gli chiede di uccidere Hagenbach come prova d'amore e in cambio sarà sua.

### Atto III
Il paesaggio: L'Hochstoff, la stessa sera, poi a notte A destra l'interno della casa di Wally.
Wally rientra a casa accompagnata da Walter. La sua rabbia è sbollita e vorrebbe non avere chiesto la morte di Hagenbach. Walter se ne va, e lei rimane sola. Si ode il canto del Pedone di Schnals che ritorna al suo paese. Gellner lo ferma e apprende così che Hagenbach sta venendo a Hochstoff. Si mette allora in agguato presso il ponte sull'Aache dopo aver spento la lanterna. Come Hagenbach arriva, lo spinge nell'abisso. Gellner poi si annuncia bussando a Wally e racconta che grazie all'oscurità è riuscito ad aggredire Hagenbach e ad ucciderlo.
Wally, atterrita e sconvolta, afferra Gellner; vorrebbe gettarsi anche lei nel precipizio trascinandovi anche l'uomo, ma udendo un lamento comprende che Hagenbach è ancora vivo, e chiama aiuto a gran voce. Gellner allora fugge. Con l'aiuto dei paesani e di un gruppo di abitanti di Sölden sopraggiunti con Afra a cercare Hagenbach, Wally si cala nell'abisso e viene tirata su con il corpo di Hagenbach svenuto e ferito, ma vivo. Quindi lo affida ad Afra perché lo curi, e come espiazione regala alla donna tutti i suoi beni. Indi si allontana verso la montagna fra le benedizioni di tutti.

### Atto IV
Sul Murzoll.
Sola e depressa, Wally si è rifugiata sulle montagne che sovrastano il villaggio. Il suo unico amico, Walter, la raggiunge, le chiede di ritornare per il Natale e le ricorda i pericoli delle valanghe. Wally gli regala la sua collana e lo invita a ritornare a valle cantando per lei per l'ultima volta la canzone dell'edelweiss. Quindi resta sola immersa in pensieri malinconici.
Ma si ode una nuova voce: Hagenbach, ripresosi dalle ferite, viene a confessarle il proprio amore. Wally gli narra allora dell'agguato e di come sia colpevole. Ma Hagenbach perdona tutto; solo il loro amore è importante, e i due si riconciliano, uniti in un esaltante abbraccio. Presi nell'estasi amorosa non si sono, però, accorti che è sopraggiunta una tormenta. Hagenbach s'incammina a tentoni nella bufera in cerca di un sentiero sicuro per ridiscendere insieme. Si è appena separato da Wally, quando una valanga si stacca dalla montagna e lo travolge. Wally, straziata, resta per un momento ferma sull'orlo del precipizio, quindi si getta anch'essa verso la morte.

## Organico orchestrale
La partitura dell'opera prevede l'utilizzo di:
- ottavino, 2 flauti, 2 oboi, corno inglese, 2 clarinetti, clarinetto basso, 2 fagotti
- 4 corni, 3 trombe, 3 tromboni, basso tuba
- timpani, grancassa e piatti, tamburo, triangolo, tam-tam, tamburello
- arpa
- archi

Da suonare internamente:
- 6 corni, 2 trombe, tam-tam, campane, organo

## Brani famosi

### Atto primo
- Canzone dell'edelweiss (Walter)
- Ebben? Ne andrò lontana (Wally)

### Atto secondo
- Finor non m'han baciata (Wally)
- Già il canto fervido (landler del bacio) (Wally, Hagenbach, coro)

### Atto terzo
- Preludio orchestrale "A sera"
- Né mai dunque avrò pace? (Wally)

### Atto quarto
- Preludio orchestrale
- Prendi fanciullo e serbala (Wally)
- Oh come lunghi furon i dì (Hagenbach)
- Vieni vieni una placida vita (Wally, Hagenbach)

## Discografia
| Anno | Cast (Wally, Hagenbach, Gellner, Walter)                               | Direttore           | Etichetta      |
| ---- | ---------------------------------------------------------------------- | ------------------- | -------------- |
| 1953 | Renata Tebaldi, Mario del Monaco, Giangiacomo Guelfi, Renata Scotto    | Carlo Maria Giulini | G. O. P.       |
| 1960 | Renata Tebaldi, Giacinto Prandelli, Dino Dondi, Pinuccia Perotti       | Arturo Basile       | Fonit Cetra    |
| 1968 | Renata Tebaldi, Mario Del Monaco, Piero Cappuccilli, Lydia Marimpietri | Fausto Cleva        | Decca          |
| 1989 | Éva Marton, Francisco Araiza, Alan Titus, Julie Kaufmann               | Pinchas Steinberg   | Sony Classical |

## DVD
- La Wally (Tiroler Landestheater, 2012) - Capriccio/Naxos